# Rikky von Opel
Rikky von Opel, lihtenštajnski dirkač Formule 1, * 14. oktober 1947, New York, ZDA.
Rikky von Opel je upokojeni lihtenštajnski dirkač Formule 1. Debitiral je v drugi polovici sezone 1973, ko je kot najboljši rezultat sezone dosegel trinajsto mesto na Veliki nagradi Velike Britanije. V sezoni 1974 se mu v sedmih nastopih dvakrat ni uspelo kvalificirati na dirko, enkrat ni štartal, dvakrat je odstopil ter dvakrat dosegel svoj najboljši rezultat kariere, deveto mesto na Velikih nagradah Švedske in Nizozemske. Po sezoni 1974 ni nikoli več dirkal v Formuli 1.

## Popolni rezultati Formule 1
(legenda) (odebeljene dirke pomenijo najboljši štartni položaj, poševne pa najhitrejši krog, †-uvrščen kljub odstopu)
| Leto | Moštvo                    | Šasija       | Motor       | 1       | 2   | 3   | 4       | 5       | 6       | 7     | 8      | 9       | 10      | 11  | 12      | 13      | 14     | 15      | Prv | Toč |
| ---- | ------------------------- | ------------ | ----------- | ------- | --- | --- | ------- | ------- | ------- | ----- | ------ | ------- | ------- | --- | ------- | ------- | ------ | ------- | --- | --- |
| 1973 | Team Ensign               | Ensign N173  | Cosworth V8 | ARG     | BRA | JAR | ŠPA     | BEL     | MON     | ŠVE   | FRA 15 | VB 13   | NIZ DNS | NEM | AVT Ret | ITA Ret | KAN NC | ZDA Ret | -   | 0   |
| 1974 | Team Ensign               | Ensign N174  | Cosworth V8 | ARG DNS | BRA | JAR |         |         |         |       |        |         |         |     |         |         |        |         | -   | 0   |
| 1974 | Motor Racing Developments | Brabham BT44 | Cosworth V8 |         |     |     | ŠPA Ret | BEL Ret | MON DNQ | ŠVE 9 | NIZ 9  | FRA DNQ | VB      | NEM | AVT     | ITA     | KAN    | ZDA     | -   | 0   |